# Le Summum
 (mai 2022).
Si vous disposez d'ouvrages ou d'articles de référence ou si vous connaissez des sites web de qualité traitant du thème abordé ici, merci de compléter l'article en donnant les références utiles à sa vérifiabilité et en les liant à la section « Notes et références ».
Le Summum est une salle de spectacle située dans le quartier de la La Villeneuve (Grenoble) en Isère, jaugée à 2 987 places assises et pouvant atteindre 5 000 places assises/debout, la "fosse" est alors débarrassée de ses sièges.
Il est, par sa capacité d'accueil, la deuxième salle de spectacles de l'agglomération grenobloise, juste après le Palais des sports de Grenoble.

## Histoire

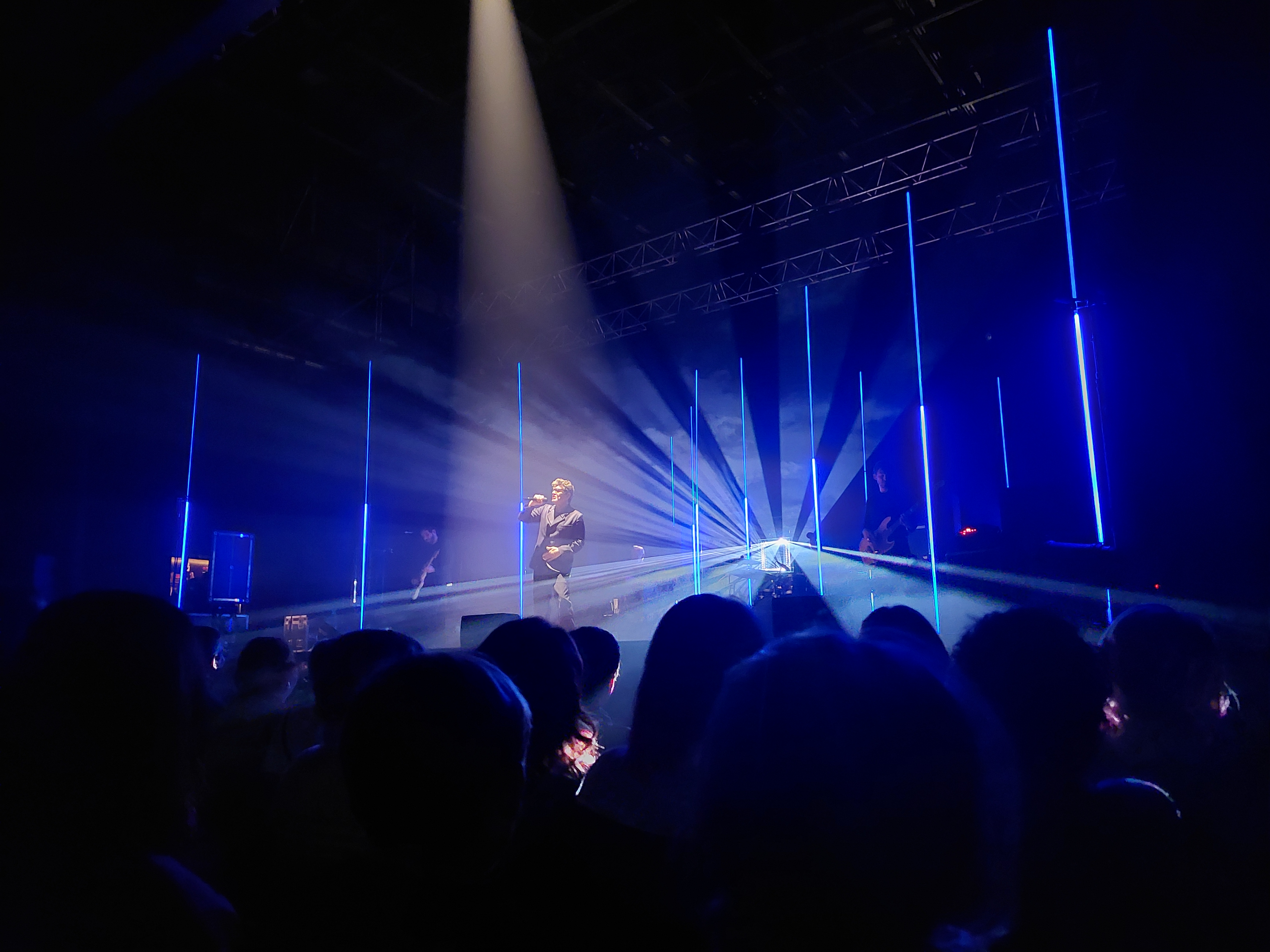
Le chanteur Marc Lavoine lors d'un concert au summum en 2022.

Le Summum intégré au centre des expositions d'Alpexpo a été inauguré en 1988 à l'emplacement de l'ancien aéroport de Grenoble-Mermoz fermé en 1968. 
Le premier concert du Summum s'est déroulé le 3 février 1988 avec le groupe Indochine[réf. incomplète].
Le 26 février 2018, la chaine TéléGrenoble réalise une soirée au Summum pour fêter l'arrivée des médaillés français des Jeux olympiques de Pyeongchang.

## Points de vente
Le Summum ne gère la billetterie que le soir des spectacles et dans la limite des places restant disponibles. La billetterie avant les concerts est gérée sur Internet ou dans des points de vente de la région.

## Spectacles
Le Summum accueille tout type de spectacle avec sa scène de près de 600 m2,

## Accès
Le Summum est accessible en transport en commun via la ligne A du  Tram de la ville ainsi que les lignes C3, 65 et 67 des autobus locaux